# Varicelă
Varicela, cunoscută și sub denumirea populară de vărsat de vânt, este o boală infecțioasă eruptivă acută generalizată, provocată de virusul varicelo-zosterian, din familia virusurilor herpetice. Apare de obicei la vârsta copilăriei. La vârsta de adult, virusul provoacă de regulă o erupție localizată la unul sau mai multe dermatomuri, cunoscută sub numele de herpes zoster sau zona zoster, de unde și denumirea de virus varicelo-zosterian.
Este o boală clasică a copilăriei, care pentru copii de obicei este ușoară, dar pentru adolescenți și adulți poate avea un risc crescut de complicații. Boala poate dura în jur de o săptămână.

## Epidemiologia
Sursa de infecție pentru varicelă este reprezentată de bolnavii de varicelă, iar transmiterea se face prin contact direct, de la persoană la persoană, cel mai adesea pe calea aerului. Mai rar varicela se poate transmite și prin obiecte murdare de secreții.
Pacientul este contagios cu 1-2 zile înainte de apariția erupției și până la 6-7 zile după apariția ultimului val eruptiv, până ce ultima veziculă se transformă în crustă și se desprinde.
Poate apărea în oricare perioadă a anului, mai frecventă iarna și primăvara. Virusul cauzant se transmite doar de la persoană la persoană prin contact direct cu leziunile cutanate sau pe cale aeriană la expulzarea prin tuse sau strănut. Perioada de incubare până la apariția primelor simptome este de 2-3 săptămâni. Bolnavul este contagios aproximativ de la 2 zile înainte de apariția erupțiilor până la 5 zile după. La fel se poate contracta prin contactul cu leziunile unei persoane bolnave de herpes zoster.
Contactul familial (acele cazuri când se contractă boala de la un alt membru de familie) sunt de obicei mai grave decât primele cazuri, probabil pentru că există un contact mai intens și mai îndelungat cu virusul. Varicela este foarte contagioasă, în sensul că un bolnav în casă presupune o posibilitate de 80-90% ca persoanele din familie susceptibile a contracta boala vor sfârși prin a se contagia.
Varicela se vindecă sau dispare în 7-10 zile și generează imunitate permanentă. Desigur există cazuri când imunitatea dispare și are loc un al doilea episod de varicelă însă sunt cazuri izolate.

## Tabloul clinic
Incubația varicelei (perioada între contactul cu un bolnav de varicelă și apariția primelor semne de boală) este, în medie, de 14-15 zile, cu variații între 10 și 21 de zile.
Perioada prodromală (preeruptivă sau de invazie) durează 1-2 zile la copilul mic, dar poate lipsi; la copilul mai mare de 10 ani și la adult, durează 2-3 zile și se caracterizează prin apariția treptată a unor fenomene generale ușoare ca: indispoziție, inapetență, astenie, cefalee ușoară, febră moderată, și dureri musculare (curbatură). Febra este în general moderată, temperatura urcă până la 38 °C. Uneori debutul este brusc cu frisonete, febră mare, agitație, convulsie, dar, în majoritatea cazurilor, această perioadă trece neobservată, mai ales la copiii mici, boala debutând direct în faza de stare. La adulți prodromul este mai sever. În această perioadă, uneori apare o erupție trecătoare fugace (rash), de aspect scarlatiniform sau morbiliform, putând preta la confuzii cu scarlatina.
Perioada eruptivă  (perioada de stare) durează 4-10 zile, de obicei 4-7 zile, și este marcată de apariția exantemului caracteristic - erupția varicelică. Erupția apare mai întâi pe corp (unde domină), apoi pe față, corp și membre, fiind însoțită de febră și ușor prurit, dar este nedureroasă. Elementele eruptive, separate între ele prin zone de piele sănătoasă, apar la început sub formă de macule (pete) mici (2-6 mm), rotunde sau ovale, de culoare roșie sau roz. În câteva ore, maculele se infiltrează și devin papule, care apoi trec în cel mult 24 de ore în stadiul de vezicule, uneori  maculele evoluează direct către vezicule.
Veziculele au formă rotundă sau ovală, dimensiuni care variază de la o gămălie de ac la cea a unui bob de mazăre, având la început un conținut lichid clar, incolor. Aceasta, împreună cu dispoziția lor superficială pe tegumente (mai mult pe tegument decât în tegument), le conferă un aspect de picătură de rouă. Veziculele sunt înconjurate de o zonă îngustă eritematoasă (areolă roșie). Vezicula este uniloculară, când se rupe acoperișul subțire, la înțepare, atingere sau la apăsare, lasă să se scurgă dintr-o dată întreg conținutul. În evoluție normală, dacă nu este ruptă, vezicula se deprimă treptat în 12-24 de ore, începând din centru (ducând la ombilicarea elementului), apoi se turtește prin reducerea conținutului, care se resoarbe și se concentrează totodată, dând veziculei, prin aflux de leucocite, un aspect ușor tulbure.
În a 3-a sau a 4-a zi vezicula se usucă și se transformă în crustă. Unele elemente eruptive trec direct în stadiul de crustă. După o săptămână de la apariția erupției, în absența suprainfectării, crustele încep să se detașeze fără să lase cicatrice, cu excepția unei ușoare pigmentații fine trecătoare, care dispare curând. Veziculele suprainfectate cu microbi piogeni (stafilococi etc.), mai ales prin scărpinat, se tulbură mult, conținutul devine purulent și pot lăsa cicatrice definitive, după căderea crustelor. Majoritatea crustelor dispar în mai puțin de 20 zile după debut. Unele elemente eruptive pot fi avortate, rămânând în stadiul de maculă sau de papulă. Stadiul de cruste poate dura 10-20 de zile.
În a 5-a zi, leziunile noi încetează să apară, majoritatea au cruste până în a 6-a zi. Deoarece, pe de o parte, nu toate elementele eruptive evoluează în același timp și, pe de altă parte, pot să apară elemente eruptive noi, la un moment dat pe același segment de piele se găsesc elemente eruptive în diferite stadii evolutive: macule, papule, vezicule și cruste (aspect polimorf al erupției de varicelă). Acest fapt este datorat valurilor (pusee) eruptive (3-5 pusee, la interval de 1-2 zile), cât și evoluției diferite a elementelor din fiecare puseu în parte. Fiecare puseu este de obicei însoțit de o ascensiune termică. Între pusee febra se remite (în absența complicațiilor).
Numărul elementelor eruptive este, în general, redus (de la câteva zeci, la câteva sute). Uneori, mai ales la adolescenți și la adulți, numărul lor poate fi însă considerabil. Topografic, erupția domină pe trunchi, având astfel un aspect centripet. Pe membre, elementele eruptive sunt mai multe, dispuse proximal, spre rădăcina lor și preferențial pe partea lor antero-internă, spre pliurile de flexie și în axilă (unde, de obicei, nu lipsesc). Uneori, elementele eruptive pot să apară și în palme și pe plante. Erupția este, de asemenea, prezentă pe pielea păroasă a capului și pe față. Leziunile de pe scalp produc adenopatie cervicală posterioară și suboccipitală. În cazurile severe, erupția poate fi generalizată; în alte situații, fața și extremitățile sunt parțial cruțate. Atunci când sunt prezente numai câteva leziuni, partea superioară a trunchiului reprezintă localizarea cea mai frecventă.
Elementele eruptive apar adesea (la cca. 50% dintre pacienți) pe mucoase (enantem): orofaringe și tractul respirator superior, conjunctivele palpebrale și mucoasele rectală și vaginală, unde veziculele trec în stadiul de ulcerații sau determină eroziuni superficiale. Enantemul apare îndeosebi în cavitatea bucală, unde acoperișul fragil al veziculei este repede rupt, lăsând o ulcerație cu aspect de aftă și provocând dureri la masticație (disfagie) și salivație abundentă; aici ulcerațiile sunt de nediferențiat de acelea din stomatita herpetică. Mai rar, veziculele pot apărea și pe mucoasa laringiană și traheală, cu tabloul de crup varicelic (dispnee severă) sau pe conjunctive (dureri, fotofobie, lăcrimare). Ele sunt prezente adesea pe mucoasa genitală (vaginală - jenă la micțiune) sau în regiunea anală. Elementele eruptive de pe mucoase se pot suprainfecta cu ușurință cu germeni piogeni.
În general, erupția se însoțește de puține alte manifestări și starea generală nu este sau este numai moderat afectată, îndeosebi la copil.  Febra  (până la 38°C) însoțește fiecare puseu eruptiv, dar de obicei este mică, putând lipsi în ¼ din cazuri. Pot fi prezente micropoliadenopatii generalizate pasagere cu localizare mai frecventă la nivel cervical, iar uneori este prezentă și splenomegalia.
Nu există elemente de laborator caracteristice. Apare o leucopenie care poate devia către leucocitoză, în cazul suprainfecțiilor bacteriene. Se constată o ușoară oligurie cu albuminurie și hematurie. În ultimii ani, s-au adus unele dovezi despre leziuni renale importante în varicelă.
Evoluția varicelei este de obicei ușoară, spre vindecare, care se obține în majoritatea cazurilor fără incidente deosebite. Probleme dificile pun numai unele forme clinice severe și complicațiile. Vindecarea este urmată de o imunitate durabilă.

## Forme clinice
Se disting, după intensitatea erupției și starea organismului: forme ușoare, medii și severe.
1. Formele ușoare apar îndeosebi la copil, uneori la sugar, între a 3-a și a 6-a lună (cu imunitate reziduală de la mamă). Se deosebesc forme abortive sau larvate (erupțiile rămân în stadiul de macule sau papule), fruste (fără exantem), atipice (exantem papulos sau acneiform).
2. Forma medie : descrisă în tabloul clinic.
3. Forme severe: apar la adulți, adolescenți, gravide și la persoane cu imunodepresie.  Formele severe de varicelă țin, probabil, de caracteristici individuale și nu de variații în virulența agentului infecțios,  acest lucru este probat evident de gravitatea varicelei, apărută pe organisme imunodeprimate.
3.1. La adulți, adolescenți și la gravide, varicela evoluează de obicei mai sever decât la copii, cu erupție bogată, febră ridicată, stare generală alterată, toxemie, și complicații (pneumonie varicelică, encefalopatie).
3.2. La persoane cu imunodepresie (boli de sânge sau reticuloze concomitente, leucemie, boala Hodgkin etc., hipogammaglobulinemie, terapie prelungită cu cortizon,  terapii imunosupresoare etc.) varicela are, de obicei, o evoluție severă (erupție abundentă, manifestări generale grave), adesea cu exantem bulos, gangrenos sau hemoragic, ducând adesea la exitus. Localizările viscerale sunt frecvente (pulmonare, hepatice, neurologice) ca și CIVD (coagulare intravasculară diseminată). S-a arătat însă că gravitatea evoluției varicelei la persoanele sub terapie prelungită cu corticoizi poate fi atribuită mai mult bolii de bază, pentru care s-a efectuat corticoterapia. Curele scurte de cortizon nu au nici un efect agravant asupra varicelei.
- Varicela hemoragică este foarte rară, cu evoluție adesea letală. Elementele eruptive suferă o transformare hemoragică (lichidul veziculelor devine hemoragic); apar hemoragii cutanate (echimoze și peteșii) și sângerări ale mucoaselor (vărsături sanguinolente, urini cu sânge) sau necroze cutanate ischemice (CIVD).[4][5]
- Varicela gangrenoasă apare la persoane cu imunodepresie, la care se adaugă o suprainfecție bacteriană cu streptococi sau cu germeni anaerobi. Gangrena cutanată cu diverse localizări poate fi masivă.[4]
- Varicela buloasă este o formă extrem de rară (pemfigoidul varicelic).[4]

## Complicații

### Complicații bacteriene
La nivelul leziunilor cutanate, se pot produce suprainfecții variate, ca urmare a traumatizării veziculelor prin grataj și lipsa îngrijirilor locale, în special cu stafilococ (piodermii, abcese, flegmoane, pneumonii bacteriane, septicemii, fasciita necrozantă, eritem bulos) sau cu streptococ betahemolitic grup A, rezultând erizipel, scarlatină, glomerulonefrită acută difuză. Suprainfecțiile bacteriene sunt observate în principal la copii și mai ales la sugari.
Staphylococcus aureus și Staphylococcus pyogenes sunt principalele cauze ale suprainfecțiilor cutanate. Impetigo poate fi uneori dificil de distins de o formă buloasă de varicela. Celulita, limfadenita sau abcesul subcutanat apar cel mai frecvent în a 3-6 zi de boală, dar pot apărea peste 2 săptămâni după erupție.
Fasciita necrozantă este cauzată în principal de Streptococcus pyogenes. Cel mai adesea, fasciita debutează cu un aspect neobișnuit al unei leziuni variceloase, pe trunchi sau pe un membru. În jurul leziunii, pielea devine roșie, caldă și dureroasă. Această roșeață se extinde foarte rapid în câteva ore, devenind mai închisă la culoare, mai dureroasă și se asociază cu un edem al părților moi adiacente leziunii. Ea este frecvent însoțită de o bacteremie cu febră mare, hipotensiune, chiar și cu un tablou complet al sindromului șocului toxic.
Tratamentul constă în administrare de antibiotice bazat pe antibiogramă, iar unii autori propun administrarea de imunoglobulină.

## Măsuri generale
La copii de obicei este suficientă luarea măsurilor generale pentru îmbunătățirea simptomelor. Pentru febră se administrează paracetamol, evitându-se întotdeauna aspirina (acidul acetilsalicilic) sau ibuprofen, a cărei folosire în cazul varicelei este asociată cu apariția complicațiilor. Mâncărimea se poate trata cu loțiuni antipruriginoase sau cu antihistaminice orale. Alte măsuri care se pot lua pentru evitarea leziunilor cauzate de scărpinarea pielii sunt tăierea în totalitate a unghiilor și o baie zilnică cu șampon cu PH neutru.
Este importantă izolarea bolnavului în perioada contagioasă a bolii de acele persoane care nu au suferit boala în trecut, în special aceia care prezintă risc crescut (adulți, adolescenți, viitoare mame sau imunodeprimați).